# 四本健二
四本 健二（よつもと けんじ、1961年 - ）は、日本の法学者。専門はカンボジア法。神戸大学大学院国際協力研究科教授。カンボジア王国友好勲章オフィシエ受章。

## 人物・経歴
関西学院大学法学部卒業後、1985年から日本ユニセフ協会勤務。1997年名古屋大学大学院国際開発研究科博士課程後期課程国際協力専攻修了、博士（学術）。同年国際協力事業団JICA専門家（カンボジア法整備支援）。1998年名古屋経済大学法学部助教授、カンボジア議会総選挙国際合同選挙監視団員。2007年神戸大学大学院国際協力研究科教授。2008年カンボジア王国友好勲章オフィシエ受章。

## 著作

### 著書
- 『チルドレンズ・ライツ』（チルドレンズ・ライツ刊行委員会編, 共著）日本評論社 1989年
- 『カンボジア憲法論』勁草書房 1999年

### 編集
- 『アジア憲法集』（鮎京正訓, 浅野宜之と共編）明石書店 2021年

### 翻訳
- スティーブ・ヘダー, ブライアン・D・ティットモア著,『カンボジア大虐殺は裁けるか クメール・ルージュ国際法廷への道』現代人文社 2004年
- ブルース・ブエノ・デ・メスキータ, アラスター・スミス著『独裁者のためのハンドブック』（浅野宜之と共訳）亜紀書房 2013年
- ジューン・グッドフィールド著『予防接種拡大計画 : ワクチンが起こした奇跡 : 感染症と闘った人々の記録』明石書店 2021年

### 監訳
- ブライアン・Z・タマナハ著『「法の支配」をめぐって : 歴史・政治・理論』現代人文社 2011年